# Ghafour Jahani
Ghafour Jahani (ur. 19 czerwca 1951 w Bandar-e Anzali) – irański piłkarz występujący podczas kariery na pozycji napastnika.

## Kariera klubowa
Ghafour Jahani karierę piłkarską rozpoczął w drużynie Prowincji Gilan. Potem występował w klubie Taj Bandar-e Anzali. W latach 1972–1979 występował w klubie Malawan Bandar-e Anzali. Z Malawan zdobył Puchar Hazli w 1976.

## Kariera reprezentacyjna
W reprezentacji Iranu Jahani zadebiutował 17 stycznia 1974 w wygranym 2-1 meczu RCD Cup z Pakistanem. W tym samym roku wygrał z Iranem Igrzyska Azjatyckie. Na turnieju w Teheranie wystąpił w pięciu meczach z Pakistanem, Birmą, Bahrajnem (bramka), Koreą Południową i Irakiem. W 1976 uczestniczył w Igrzyskach Olimpijskich w Montrealu. Na turnieju w Kanadzie wystąpił we wszystkich trzech meczach z: Kubą, Polską i w ćwierćfinale z ZSRR.
W 1978 roku został powołany do kadry na Mistrzostwa Świata. Iran zakończył turniej na fazie grupowej a Faraki wystąpił we wszystkich trzech meczach z Holandią, Szkocją i Peru, który był jego ostatnim meczem w reprezentacji. Ogółem w latach 1974–1978 Jahani w reprezentacji wystąpił w 30 meczach, w których zdobył 7 bramek.